# La tentación de San Antonio (Rops)
La Tentación de San Antonio (en francés: La Tentation de saint Antoine) es una pintura realizada en 1878 por el pintor belga Félicien Rops. Es una obra muy simbolista que forma parte de Las Satánicas; en esa serie el artista mostró su anticlericalismo. La obra, con la referencia "pertenece a Edmond Picard", se exhibió en la primera exposición del Grupo de los XX en 1884; Rops expuso como artista invitado. Se conserva en la Biblioteca Real de Bélgica.

## Descripción
La Tentación de San Antonio es un dibujo al pastel reforzado con gouache, de 73,7 × 54,4 cm. Firmado "Félicien Rops" en el ángulo inferior derecho, en el lateral de un libro.
El dibujo representa a una mujer desnuda y lasciva atada en la cruz de Cristo. San Antonio, al parecer, soportó esta visión con miedo. Un cerdo, animal tradicionalmente asociado al santo, está velando detrás, pero aquí sin duda, también para establecer un paralelismo con lo instintivo que duerme en todo ser humano.
Que la obra causara un gran escándalo se puede entender perfectamente aun hoy. En una composición barroca que recuerda a Rubens, Rops se burla de la lucha por la abstinencia de la Iglesia católica y la estricta moral sexual de la burguesía. Casi blasfemamente, Rops ha reemplazado la figura demacrada de Cristo con una mujer desnuda de aspecto voluptuoso, mientras que la fórmula habitual "INRI" es sustituida por un explícito "EROS". Satanás vestido de rojo detrás de ella, es quien aparta la talla, guiñando un ojo y sacando la lengua burlón al santo que, apenas cubierto por un hábito andrajoso y arrodillado ante su atril, inmerso en su meditación, se sorprende y de repente deja de leer y se echa hacia atrás horrorizado. El gran libro abierto ante el santo muestra justo el episodio bíblico ejemplo de contención ante la tentación carnal, José huyendo de la seducción de la mujer de Putifar. Arriba a la izquierda revolotean y lanzan flores dos inquietantes amorcillos que ilustran el inevitable círculo natural de vida y muerte, al mostrarse esqueletizados de cintura para arriba. Esta fuerte composición buscaba expresar la impotencia de la Iglesia ante el peso de la sexualidad que tiene todo ser humano.

## Historia
Edmond Picard fue el propietario original. Sobre la obra y Picard, Camille Lemonnier escribe: 

"Ocupaba el fondo de una especie de pequeño mueble, semejante a los ligeros y piadosos altares portátiles del siglo XV. Una doble hoja imitaba el cierre de un tríptico y se volvía a cerrar mediante una delicada cerradura cuya llave guardaba celosamente, y quizás también para ocultar a los ojos profanos la secreta belleza de la obra, el poseedor del tesoro."

Después estuvo en posesión de Charles Delafosse, antes de llegar, por donación de un descendiente de Delafosse, a la colección de Eugène Rodrigues-Henriques, más conocido por su seudónimo Erastene Ramiro, autor de varios trabajos sobre Rops. Este lo vendió a Robert Schumann quien lo revendió en 1937 a Jean Puech. Puesto a la venta  por Madame J. Vidal, librera parisina, la Biblioteca Real de Bélgica lo adquirió en 1962. Desde entonces, se conserva en la imprenta de esta institución.